# Board of European Students of Technology
Board of European Students of Technology (BEST) este o organizație studențească non-guvernamentală, apolitică și non-profit, fondată în 1989, al cărei principal scop este să ofere o educație complementară studenților universităților cu profil tehnic din Europa. BEST este sprijinită de aproximativ 3.800 de voluntari ce acționează ca membri ai Grupurilor Locale BEST prezente în 94 de universități din 32 de țări.

## Activități
- Oferirea unei educații complementare
- Acordarea sprijinului în carieră
- Creșterea implicării educaționale[2]

## Structură
Structura BEST se împarte în trei niveluri distincte: local, regional și internațional. Fiecare dintre cele 94 de Grupuri Locale BEST (GLB) reprezintă organizația la nivel local în cadrul universității de care aparține. În vederea unei comunicări cât mai eficiente între Grupurile Locale și reprezentanții la nivel internațional, cele 94 de Grupuri Locale sunt divizate în 11 regiuni coordonate de Consilieri Regionali. În fine, există un Consiliu Internațional al BEST, ce constă în 10 departamente diferite. Întreaga organizație operează sub tutela acestui consiliu.

### Grupurile Locale BEST
Un Grup Local BEST este o asociație de membri BEST aparținând aceleiași universități. Aceste grupuri au responsabilitatea de a promova și organiza evenimente BEST în cadrul universității lor.

### Departamente internaționale
| Nume                               | Descriere |
| ---------------------------------- | --- |
| Competitions Department            | Scopul Competitions Department este să sprijine și să dezvolte competiții inginerești de înaltă calitate în conformitate cu cerințele BEST.                                                                                          |
| Corporate Relations Department     | Corporate Relations Department sprijină Trezorierul în a asigura resursele necesare pentru ca BEST Internațional să funcționeze și să atingă obiectivele organizației.                                                               |
| Design Department                  | Design Department produce materiale grafice pentru nevoile BEST, cu scopul de a menține și consolida imaginea organizației. |
| Educational Involvement Department | Educational Involvement Department este să aducă la cunoștință și să sporească interesul cât mai multor studenți cu privire la probleme educaționale, colectând opinii pe această temă și împărtășindu-le companiilor interesate.    |
| Grants Department                  | Grants Department cooperează cu furnizorii cu scopul de a asigura sprijin financiar pentru BEST prin intermediul cesiunilor. |
| IT Department                      | IT Department este un corp al BEST ce se preocupă cu nevoile de factură tehnologică ale organizației și acordă resurse și servicii tehnice în vederea sprijinirii întregii organizații în atingerea obiectivelor și viziunilor sale. |
| Membership Department              | Membership Department oferă sprijin Grupurilor Locale BEST nou fondate. |
| Public Relations Department        | Public Relations Department monitorizează, construiește și menține imaginea externă a BEST. |
| Training Department                | Training Department urmărește evoluția membrilor BEST și contribuția pe care o aduc organizației, ajutând-o să-și atingă obiectivele prin menținerea și dezvoltarea sistemului pregătitor al BEST.                                   |
| Vivaldi Department                 | Scopul Vivaldi Department este de a superviza și sprijini organizarea evenimentelor BEST în conformitate cu dispozițiile specifice organizației.                                                                                     |

### Consiliul Internațional
Cel de-al XXXVI-lea Consiliu Internațional al BEST (2023-2024) are următoarea compoziție:
| Poziție                                           | Nume                |
| ------------------------------------------------- | ------------------- |
| Președinte                                        | Mihai Filimon       |
| Trezorier                                         | Barna Zagoni        |
| Secretar                                          | Athanasios Pyliotis |
| Vicepreședinte pentru Resurse Umane               | Ellie Tsouvala      |
| Vicepreședinte pentru Proiecte                    | Sara Fodor          |
| Vicepreședinte pentru Servicii                    | David Palencia      |
| Vicepreședinte pentru Sprijinul Grupurilor Locale | Andreea Elena Lupei |

## Organizații partenere
BEST colaborează cu alte patru organizații studențești:
- bonding-studenteninitiative e.V. [3] (from Germany, since 1997)
- Canadian Federation of Engineering students,[4] starting with 2010
- Association des États Généraux des Étudiants de l'Europe (AEGEE) [5] (since 2010)
- European Students of Industrial Engineering and Management (ESTIEM) [6] (since 2011)

BEST își reprezintă, totodată, studenții în cadrul unor rețele tematice, precum:
- Sputnic[7]
- VM-Base[8]
- TREE[9]
- EIE-Surveyor[10]

BEST este membru al următoarelor organizații implicate în educație inginerească:
- SEFI,
- IFEES[11]
- FEANI.[12]

## References
1. 1 2  „XXXVI International Board (2023-2024)”, Best.eu.org, accesat în 23 ianuarie 2024
2. ↑  „Identity of BEST”. Board of European Students of Technology. Accesat în 6 ianuarie 2017.
3. ↑  „bonding.de”. bonding.de. Arhivat din original la 30 aprilie 2016. Accesat în 12 iulie 2016.
4. ↑  „Archived copy”. Arhivat din original la 8 august 2011. Accesat în 10 septembrie 2011.
5. ↑  „AEGEE-Europe | European Students' Forum”. aegee.org. Arhivat din original la 22 august 2016. Accesat în 12 iulie 2016.
6. ↑  „Student organisations | ESTIEM”. estiem.org. Arhivat din original la 16 ianuarie 2017. Accesat în 12 iulie 2016.
7. ↑  „Archived copy”. Arhivat din original la 26 iulie 2011. Accesat în 8 noiembrie 2010. Partners of Sputnic
8. ↑  „Virtual Mobility Before and after student exchanges”. web.archive.org. Arhivat din original la 4 august 2007. Accesat în 12 iulie 2016.
9. ↑  „Archived copy” (PDF). Arhivat din original (PDF) la 12 ianuarie 2011. Accesat în 8 noiembrie 2010.
10. ↑  http://www.eie-surveyor.org/partners.htm Arhivat în 3 martie 2016, la Wayback Machine. EIE-Surveyor partners
11. ↑  http://www.ifees.net/members/ members of IFEES
12. ↑  „Archived copy”. Arhivat din original la 24 noiembrie 2010. Accesat în 8 noiembrie 2010. Members of FEANI

### BEST în România & Republica Moldova
- BEST Brașov
- BEST București
- BEST Chișinău Arhivat în 24 mai 2016, la Wayback Machine.
- BEST Cluj-Napoca
- BEST Iași
- BEST Timișoara